# Уийлдън Грийнсанд
Уийлдън Грийнсанд (на английски: Wealden Greensand) е географска област в югоизточната част на Англия, на територията на графствата Хампшър, Кент и Съри.
Част от областта Уийлд, тя представлява нисък, но ясно изразен хребет, ограждащ от север и запад Лоу Уийлд, като най-голямата им надморска височина е 294 метра. В миналото областта е заета от широколистни гори, които днес обхващат една четвърт от територията. Селскостопанските земи се използват главно като ливади и пасища за отглеждане на овце и говеда. Населението на областта е около 620 хиляди души, като източните части са по-урбанизирани. По-големи селища са Мейдстоун, Редхил, Доркинг, Ашфорд, Севъноукс и Рейгейт.